# Аида
„Аида“ (на италиански: Aida) е опера, композирана от италианския композитор Джузепе Верди.
Действието се развива в Мемфис и Тива по време на царуването на фараоните. Противно на общото убеждение, операта не е написана по поръчка на египетския хедив Исмаил паша по случай откриването на Суецкия канал, а по повод откриването на нов оперен театър в Кайро. Либретото е от четирима автори – Едуард Мариет, френски историк – египтолог, подготвил сценария по легенда, разшифрована от папирус. Вторият, Камий дю Локл, написва оперния текст в проза. Третият, Антонио Гисланцони – журналист, поет и певец – написва италианското либрето в стихове. Четвъртият е самият Верди.
Верди започва работа върху музиката на „Аида“ в средата на 1870 г. и я завършва в края на годината. Подготовката за представлението започва веднага; декорите и костюмите за премиерата са поръчани по скици на Едуард Мариет в Париж. 
Френско-пруската война от 1870 г. става причина за отлагането на премиерата. Представлението е изнесено шест месеца след подписване на мира. „Аида“ е изпълнена на 24 декември 1871 г. в Кайро с голям успех. На 8 февруари 1872 г. операта е представена и в миланския театър Ла Скала при още по-голям успех – Верди е трябвало да се поклони повече от 30 пъти след завършването на операта.

## Сюжет
Аида е етиопска принцеса, пленена като робиня в Египет. Египетският военен командир Радамес се бори с чувствата си на лоялност към фараона и любовта си към Аида. Дъщерята на Фараона, Амнерис, също е влюбена в Радамес.

### Първо действие
Първа сцена: Зала в двореца на царя
Рамфис (бас), великият жрец на Египет, казва на Радамес (тенор), че война с Етиопия е неизбежна, и младият воин изразява надежда, че именно той ще бъде избран за командир (Si, corre voce I'Etiope ardisca).
Радамес мечтае за слава на бойното поле и за Аида, етиопската робиня, която той тайно обича (Se quel guerrier io fossi!...Celeste Aida). Аида (сопран), която от своя страна също е влюбена в Радамес, е всъщност дъщерята на етиопския цар Амонасро (баритон), но нейната истинска самоличност е неизвестна за египтяните. Нейният баща нахлува в Египет за да я освободи.
Амнерис (мецосопран), дъщерята на египетския фараон, влиза в залата. Тя също е влюбена в Радамес, но се опасява, че сърцето му принадлежи на друга (Quale insolita gioia nel tuo sguardo).
Влиза Аида. Амнерис забелязва, че Радамес е смутен. Започва да подозира, че Аида е нейната съперница, но успява да скрие ревността си и заговаря Аида (Vieni, o diletta, appressati).
Влиза царят (бас) заедно с великия жрец Рамфис и придворните. Пратеник (тенор) оповестява, че етиопците начело с Амонасро, са близо до град Тива. Царят обявява война и провъзгласява Радамес като избраник на богинята Изида да води войската (Alta cagion v'aduna). Радамес влиза в храма на Вулкан, за да получи свещените оръжия (Su! del Nilo al sacro lido).
Останала сама, Аида е раздвоена между обичта към баща си и родината си, и любовта си към Радамес (Ritorna vincitor!).
Втора сцена: В храма на Вулкан
Тържествени церемонии (Possente Ftha...Tu che dal nulla). Следва назначаването на Радамес за командир (Immenso Ftha.. Mortal, diletto ai Numi). Всички в храма се молят за победата на Египет (Nume, custode e vindice).

### Второ действие
Първа сцена: Покоите на Амнерис
Празненства по случай победата на Радамес (Chi mai fra gli inni e i plausi). Амнерис все още се съмнява в любовта на Радамес и се чуди дали Аида е влюбена в младия воин. Тя се опитва да забрави притесненията си като се забавлява с танците на робите маври (Vieni: sul crin ti piovano).
Когато Аида влиза в покоите, Амнерис заповядва на всички да се разотидат. Казва на Аида, че Радамес е умрял в битка и така я кара да признае любовта си към него (Fu la sorte dell' armi a' tuoi funesta).
Признанието на Аида разярява Амнерис и тя започва да планира отмъщение. Пренебрегвайки молбите на Аида, Амнерис я оставя сама (Su! del Nilo al sacro lido).
Втора сцена: Пред портите на град Тива
Радамес се завръща като победител (Gloria all'Egitto, ad Iside). Египетският цар казва на младия воин, че може да има каквото пожелае. Аида вижда сред етиопските пленници баща си и изтичва при него. Техните истински самоличности са все още неизвестни за египтяните, освен, че са баща и дъщеря. Амонасро оповестява, че етиопският цар е бил убит. Аида, баща ѝ, и етиопските пленници се молят за милост на египетския цар, но египтяните искат тяхната смърт (Che veggo!.. Egli?.. Mio padre!.. Anch'io pugnai).
Като награда за подвизите си, Радамес иска животите на етиопците да бъдат помилвани и освободени. Царят се съгласява и сгодява Радамес за дъщеря си (O Re: pei sacri Numi!.. Gloria all'Egitto). Аида и Амонасро остават в плен, за да не отмъстят етиопците за загубата си.
Радамес казва на Аида, че тя е жената, за която ще се ожени (Pur ti riveggo, mio dolce Aida.. Nel fiero anelito; Fuggiam gli ardori inospiti.. La, tra foreste vergini), и тя го убеждава да избягат заедно.

### Трето действие
Брегът на Нил, близо до храма на Изида
Вечерта преди сватбата на Амнерис и Радамес, произнасят се молитви в храма на Изида (O tu che sei d'Osiride).
Появява се Амонасро и кара Аида да научи от Радамес къде е египетската армия (Ciel, mio padre!.. Rivedrai le foreste imbalsamate). Когато Радамес идва, Амонасро се скрива зад скала и подслушва техния разговор.
За да направи тяхното бягство по-лесно, Радамес предлага безопасен път, като така разкрива и къде се намира армията му. Чувайки това, Амонасро се появвя иззад скалата и разкрива самоличността си. Радамес се чувства опозорен. В същото време Амнерис и Рамфис, излизайки от храма, виждат Радамес с врага си и викат стражата. Амонасро и Аида се опитват да убедят Радамес да избяга с тях, но той отказва и се предава на стражата.

### Четвърто действие
Първа сцена: Зала в храма на правосъдието; от едната страна е врата, водеща към килията на Радамес
Амнерис иска да спаси Радамес (L'aborrita rivale a me sfuggia). Тя казва на стражата да го доведе при нея.
Тя казва на Радамес да отрече обвиненията, но той отказва. Той ще бъде осъден на смърт. Радамес е щастлив, че Аида се е спасила и е жива, и се надява да е достигнала родината си (Gia i Sacerdoti adunasi).
Процесът на Радамес е извън сцената. Той отказва да отговаря на обвиненията на Рамфис, и бива осъден на смърт. Амнерис моли жреците да бъдат милостиви. Радамес е осъден да бъде погребан жив в гробницата. Докато стражата го отвежда, Амнерис проклина жреците (Ahime!.. morir mi sento).
Втора сцена: Долната половина на сцената представлява гробницата на храма на Вулкан; горната представлява самия храм
Радамес е зазидан в гробницата. Мислейки, че е сам, и че неговата любима е в безопасност, той чува въздишка и вижда самата Аида. Тя се скрила в гробницата, за да умре заедно с Радамес (La fatal pietra sovra me si chiuse). Те приемат ужасната си съдба (Morir! Si pura e bella) и се сбогуват със земните мъки. В горната част на сцената Амнерис плаче и се моли на Изида. В гробницата, Аида умира в ръцете на Радамес (Immenso Ftha).

## В България
В България премиерата на „Аида“ е изнесена от Оперната дружба през 1914 г. с диригент Тодор Хаджиев и режисьор Драгомир Казаков.
През 1997 г. първата „Опера на площада“ под режисурата на Пламен Карталов е „Аида“, а все още неразрушеният мавзолей на Георги Димитров се превръща в декор.